# Lucilia caesarina
Lucilia caesarina este o specie de muște din genul Lucilia, familia Calliphoridae. A fost descrisă pentru prima dată de Giovanni Antonio Scopoli în anul 1763.
Este endemică în Slovenia. Conform Catalogue of Life specia Lucilia caesarina nu are subspecii cunoscute.